# Toledo (Uruguay)
Pour les articles homonymes, voir Toledo.
Toledo est une ville de l'Uruguay, siège d'une municipalité, située dans la partie méridionale du département de Canelones. Cette ville  fait partie de l'Aire métropolitaine de Montevideo.
Située à 17 kilomètres au nord-est de Montevideo, Toledo se transforme en ville dortoir (en espagnol: ciudad dormitorio) ayant vu sa population tripler depuis 2011, passant de 4 937 habitants à 18 740 habitants aujourd'hui.

## Géographie

Municipalité de Toledo.

La municipalité de Toledo fait entièrement partie de la métropole de Montevideo dans sa partie nord-est où Toledo profite de sa proximité  géographique  de la capitale pour son développement urbain comme ses villes voisines. Toledo est située au sud et sud-ouest de Suárez, à l'ouest et au nord-ouest de Barros Blancos, au sud-est de  La Paz et à l'est et sud-est de Las Piedras.

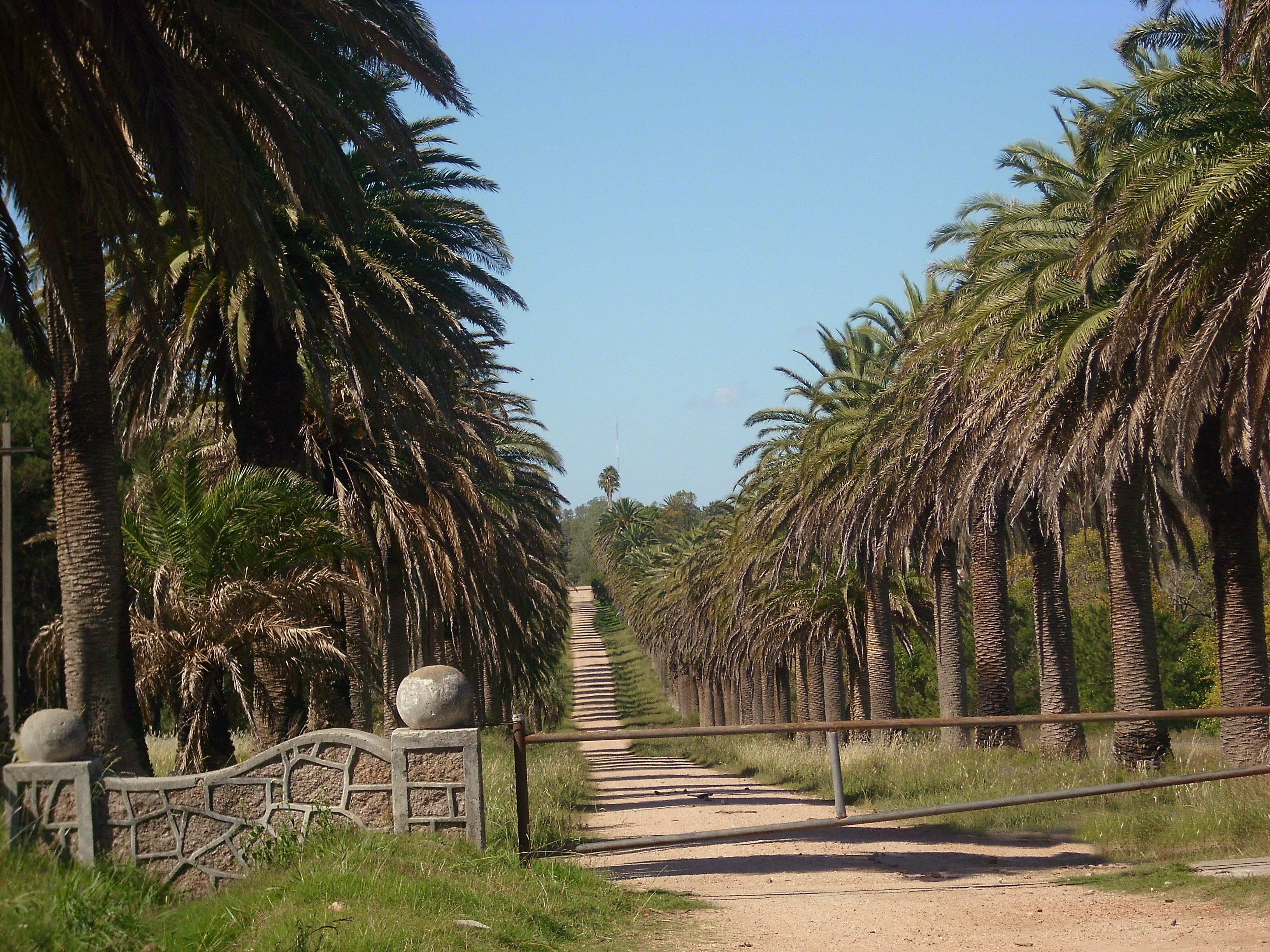
Une rue de Toledo entre les palmiers.

## Histoire
La cité de Toledo fut fondée le 17 novembre 1889.

## Économie
Toledo est considérée comme  une "ville dortoir" (en espagnol : "ciudad dormitorio"), car la majorité de ses habitants travaillent à Montevideo.
Les activités sur le territoire de la municipalité sont principalement agricoles, auxquelles se développent de petits établissements vinicoles, où se trouvent des caves (en espagnol:bodegas). La vitiviniculture produit des vins de qualité, issus des meilleures vignes, qui se vendent sur le marché national.

## Population
Au recensement de la population de 2011, la ville comptait 4 397 habitants. Selon le gouvernement de Canelones, la municipalité comptait 16 197 habitants.
| Année | Population |
| ----- | ---------- |
| 1963  | 1 703      |
| 1975  | 3 065      |
| 1985  | 3 321      |
| 1996  | 3 487      |
| 2004  | 4 028      |
| 2011  | 4 397      |

Références : Instituto Nacional de Estadística de Uruguay,.

## Gouvernement
Le maire (alcalde) de la ville est Álvaro Gómez.